# Abemus
Abemus es un género de escarabajos de la familia Staphylinidae. Las especies de este género se distribuyen por Austria, Francia, Sudáfrica, Kenia, Hungría, Ucrania, Bulgaria y Nepal. Fue descrito por Mulsant y Rey en 1876.

## Especies
- Abemus africanus (Cameron, 1942)
- Abemus chloropterus (Creutzer, 1796)
- Abemus chloropterus (Panzer, 1796)
- Abemus hebraeus (Smetana, 1978)
- Abemus hemichrysis (Fauvel, 1905)
- Abemus hottentottus (Nordmann, 1837)
- Abemus olivaceus (Cameron, 1928)
- Abemus vethi (Bernhauer, 1915)